# Una rosa de Francia
Una rosa de Francia è un film del 2006 diretto da Manuel Gutiérrez Aragón.
Pellicola romantica spagnola con protagonisti Jorge Perugorría, Álex González, Broselianda Hernández e Ana de Armas, al suo debutto sul grande schermo.

## Distribuzione
Distribuito da Alta Classics, il film è uscito nelle sale cinematografiche spagnole il 3 febbraio 2006. 

## Accoglienza
Per Jonathan Holland, recensore di Variety il film "punta a un'atemporalità che a volte guarda al passato".
Il film contribuì a lanciare la carriera di Ana De Armas. L'attrice all'epoca era appena diciottenne. 